# Berta de Sulzbach
Berta de Sulzbach (que va adoptar el nom grec d'Irene) fou una emperadriu romana d'Orient. Era filla de Berenguer, comte de Sulzbach, i germana de Gertrudis de Sulzbach, dona de Conrad III d'Alemanya.
El 1142 Berta va ser adoptada per Conrad III d'Alemanya. Berta va arribar a Constantinoble el mateix any i es va casar el 1146, amb el nom d'Irene, amb l'emperador romà d'Orient Manuel I Comnè. El seu matrimoni amb l'emperador Manuel va ser programat per motius polítics, el van iniciar els pares dels nuvis, Joan II Comnè i Conrad III. L'objectiu era segellar una aliança entre Manuel i Conrad III contra el normand Roger II de Sicília. A causa dels seus orígens, de l'ètnia dels francs i catòlica, els sacerdots romans d'Orient de la cort van objectar a aquell matrimoni, i Berta va estar tancada abans de les noces al districte de les dones. Manuel va construir per a ella un palau anomenat Polytimos i li va donar la roba i la comitiva adequada al seu rang d'emperadriu.
D'aquest matrimoni van néixer dos fills: Maria Comnena, que després es va casar amb Renyer de Montferrat, i Anna Comnena (1154-1158).
Berta va intervenir en favor d'Enric Berenguer, un fill de Conrad III, per casar-lo amb una neboda de Manuel I. Va mostrar un gran encert diplomàtic fent gestions entre el seu marit i l'emperador germànic, en particular durant una visita a la cort romana d'Orient el 1148. Es conserven poemes i un discurs escrits per la seva mà.
L'any de la seva mort no se sap del cert. Segons les fonts, la data podria ser el 1158, a finals del 1159 o el 1160. Quan va morir, Manuel I Comnè va dirigir una campanya militar a Anatòlia. Berta va ser enterrada al monestir del Pantocràtor. La seva tomba va ser destruïda quan els otomans van conquerir Constantinoble i l'església va ser convertida en mesquita.